# الحرب والسلم
الحرب والسلم (الروسية: Война и мир) هي رواية للكاتب الروسي ليو تولستوي، نشرت أول مرة من سنة 1865 إلى سنة 1869 في مجلة المراسل الروسي (الروسية: Русский Вестник)، وهي تروي قصة المجتمع الروسي إبان حملات نابليون على روسيا.
بين أحداث الحرب والسلم تدور أحداث الرواية التي دمج تولستوي فيها شخصيات عديدة، رئيسية وثانوية، تاريخية وأخرى خيالية، ابتدعها تولستوي نفسه. وتعطي صورة واسعة وموضحة لحياة الترف التي عاشتها طبقة النبلاء في روسيا في عهد الحكم القيصري. هناك من يعتقد بان الشخصيات الرئيسية كبيير بزوكوب والأمير أندري تمثل أوجه مختلفة في شخصية تولستوي نفسه.

## الصياغة العمومية

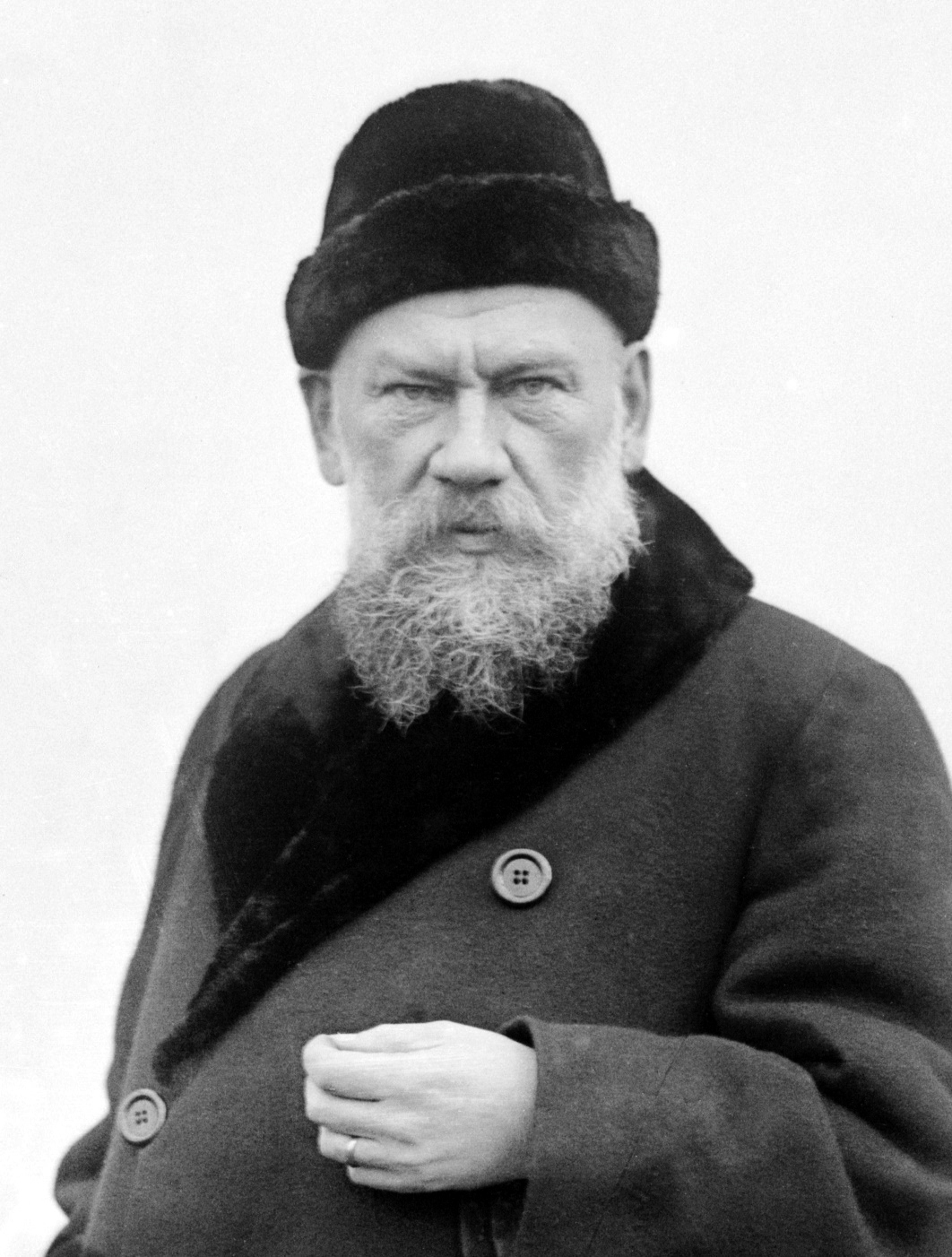
صورة غير مؤرخة للأديب ليو تولستوي

حرب وسلم رواية أدبية تدور أحداثها في بداية القرن التاسع عشر، مع اجتياح القائد الفرنسي نابليون بونابارت الأراضي الروسية، ودخول موسكو وانسحابه بعد الخيبة والفشل في مواجهة الشتاء الروسي القارص، ورفض القيصر الروسي ألكسندر الأول الاستسلام.
توصف عادة بأنها واحدة من تحفتي تولستوي الكبيرتين (والأخرى هي أنا كارينينا Anna Karenina)، وكذلك واحدة من أعظم الروايات العالمية.“الحرب والسلم” قدمت نوعا جديدا من القصص الخيالي، ذا عدد كبير من الشخوص وقعوا في حبكة روائية، غطت مواضيع عظيمة أشير إليها في عنوان الرواية، مجموعة بعدد مماثل في الكبر من المواضيع، عن الشباب، الزواج، السن والموت. ورغم أنها غالبا ما يطلق عليها “رواية ” اليوم، فإنها كسرت العديد من تقاليد الشكل في الكتابة، مما جعلها لا تعتبر رواية في وقتها.
و بالفعل، فإن تولستوي نفسه اعتبر “أنا كارينينا” 1878 هي محاولته الروائية الأولى بالمعنى الأوروبي.

## النسخة الأصلية للرواية
أكملت المسودة الأولى للحرب والسلم في 1863. وفي الوقت الذي أكملت فيه النسخة المطبوعة، كان ما يقارب الثلث من مجمل العمل قد تم نشره في المجلة الأدبية تحت العنوان "1805". لم يكن تولستوي مسرورا بالخاتمة، وأعاد كتابة الرواية بمجملها بين سنتي 1866 و1869. هذه النسخة نشرت فيما بعد كرواية كاملة تحت عنوان “الحرب والسلم”.
لكن تولستوي مع ذلك لم يتلف المخطوط الأصلي، والذي تم تحريره في روسيا سنة 1983، ومنذها تمت ترجمته بشكل منفصل عن النسخة “المعروفة”, إلى اللغات الإنجليزية، الألمانية، الفرنسية، الإسبانية، الهولندية، السويدية، الفنلندية والكورية. والنسخة الأولى مختلفة عن النسخة الأخيرة في العديد من الاعتبارات، وخاصة بنهايتها السعيدة الملفتة للنظر.
قد يعترض أحد، بأن تولستوي نفسه لم ينو أبدا نشر النسخة الأصلية، ولكن من الجانب الآخر، فإنه كشف لاحقا بأنه كان مصابا بخيبة الأمل من النسخة “المعروفة” من “الحرب والسلم” كذلك، واصفا إياها ب “الكريهة”.

## لغة الروايات
رغم أن تولستوي كتب معظم الكتاب، وبضمنه كل السرد باللغة الروسية، فإن جيوبا هامة من الحوار في كل الكتاب (من ضمنها فقرته الافتتاحية) مكتوبة باللغة الفرنسية، والمتحدثون غالبا ما ينتقلون بين اللغتين في منتصف الجملة. وهذا عكس للواقع ليس إلا، فالأرسطوقراطية الروسية في القرن التاسع عشر كانت كلها تعرف الفرنسية وتتحدث بها غالبا فيما بينها، مفضلةً إيَّاها على الروسية. وتولستوي بالفعل يشير إلى أرسطوقراطي روسي بالغ، عليه أن يأخذ دروسا في الروسية ليتقن اللغة الوطنية. وبشكل أقل واقعية، فإن الفرنسيين الموصوفين في الرواية، وبضمنهم نابليون نفسه، يتحدثون بالفرنسية أحيانا، وبالروسية أحيانا أخرى.
لقد تمت الإشارة إلى أنه كانت إستراتيجية متعمدة من تولستوي لاستعمال الفرنسية لتوصيف المكر والنفاق، لغة التمثيل والخداع، في حين أن الروسية تبرز كلغة الصدق والأمانة والجدية. وعندما يتقدم الكتاب فإن استعمال اللغة الفرنسية يتقلص. عندما يطلب بيير يد هيلين للزواج يستعمل الفرنسية –Je vous aime– لذا فعندما يظهر الزواج كخدعة، فإنه يلقي اللوم على تلك الكلمات. إن الإقصاء المتصاعد للغة الفرنسية من النص هو وسيلة لإظهار كون روسيا قد حررت نفسها من الهيمنة الأدبية الأجنبية.

## سياق الرواية

مشجرة في رواية الحرب والسلم

تروي الرواية قصة خمس أسر أرسطوقراطية – آل بزوخوف، آل بولكونسكي، آل روستوف، آل كوراجين وآل دروبيتسكوي – وورطات حيواتهم الشخصية مع التاريخ بين 1805 – 1813، وبشكل رئيسي غزو نابليون لروسيا سنة 1812. ومع استمرار الأحداث، فإن تولستوي وبشكل منتظم، يحرم شخوصه أية حرية اختيار ذات قيمة، ودور التاريخ المندفع إلى أمام يحدد السعادة والمأساة على السواء.

## الشخصيات الرئيسية
العديد من شخصيات الحرب والسلم استندت إلى أناس حقيقيين معروفين لتولستوي نفسه. نيكولاي روستوف وماريا بولكونسكايا استندا إلى ذكريات تولستوي عن أبيه وأمه، في حين أن ناتاشا صنعت وفقا لزوجة تولستوي وزوجة أخيه, بيير والأمير أندريه يحملان شبها كبيرا بتولستوي نفسه، والعديد من المعلقين عاملوهما ك(أنا ثانية) للمؤلف (يعتبر ذلك تجديدا أن يختلق الكاتب إثنتين من ال(أنا ثانية) من نفسه، وهما لتولستوي أخاذتان ومتكاملتان).
بعض الشخصيات تاريخية، والعديد من فصول الرواية مكرسة بالتحديد لمناقشة تفسير تولستوي للدور العسكري والتاريخي للجنرالين,نابليون وكوتوزوف.
بالإضافة للعديد من الشخصيات الأقل شأنا في الحرب والسلم إما تظهر في فصل واحد أو تذكر أحيانا بشكل عابر. وقلة من هولاء من مثل أفلاطون كاراتايف Platon Karataev, ليسوا فعلا أقل شأنا فيما يخص تطور الشخصيات، كاراتايف مثلاً يلعب دورا حاسما في نضوج بيير بعدما يصبح أسير حرب.

## الحبكة الروائية
ينقسم النص الروسي القياسي إلى أربعة كتب (15 جزءا) وخاتمتين – إحداهما سردية بشكل رئيسي، والأخرى مختصة بموضوع بشكل كلي. وفي حين إن نصف الرواية الأول تقريبا مهتم بشكل كامل بالشخصيات الخيالية، فإن الأجزاء اللاحقة، كحال إحدى الخاتمتين، تألف بشكل متزايد من مقالات عن طبيعة الحرب، السلطة السياسية، التاريخ وكتابة التاريخ. لقد نثر تولستوي هذه المقالات في القصة، بطريقة تتحدى تقاليد الكتابة الخيالية. وبعض الإصدارات المختصرة للرواية أزالت هذه المقالات كليا، في حين قامت أخرى، ومنها البعض مما نشر حتى عندما كان تولستوي على قيد الحياة، قامت ببساطة بنقل هذه المقالات إلى ملحق بالكتاب appendix.

## الواقعية
نُشرت الرواية قبل 60 عامًا من بلوغ تولستوي شهرته، ولكنه قد تحدث عنها مع أشخاص عاشوا خلال فترة الغزو الفرنسي لروسيا عام 1812. وقد قرأ جميع كتب التاريخ القياسي المُتاحة بالروسية والفرنسية والتي تتحدث عن الحروب النابليونية، إلى جانب قراءته للرسائل والمجلات والسير الذاتية وكتاب السيرة الذاتية لنابليون وغيرها من الكتب الرئيسية المنشورة في ذلك العصر. ثمّة نحو 160 شخصًا حقيقيًا ممن ورد ذكرهم في رواية الحرب والسلم.
استنبط تولستوي معلوماته من مواد المصادر الأولية (مقابلات ووثائق أخرى)، وكذلك من كتب التاريخ ونصوص الفلسفة والروايات التاريخية الأخرى. بالإضافة إلى استخدامه لقدر كبير من معلوماته عن حرب القرم وذلك لاستحضار تفاصيل حيّة وقصص مباشرة عن كيفية تنظيم الجيش الروسي الإمبراطوري.
انتقد تولستوي التاريخ القياسي، وخاصةً التاريخ العسكري في رواية الحرب والسلّم. إذ يقدم في بداية المجلد الثالث للرواية آراءه الخاصة حول كيفية كتابة التاريخ. وذلك بهدف طمس الخط الفاصل بين الخيال والتاريخ والعمل على مقاربة الحقيقة، مثلما يوضّح في المجلد الثاني.

## الترجمة إلى الإنجليزية والترجمات الأخرى
تُرجمت رواية الحرب والسلّم إلى العديد من اللغات. وقد تُرجمت إلى الإنجليزية من قبل العديد من المترجمين، بدءًا من كلارا بيل التي تعمل في مجال الترجمة الفرنسية. ثم المترجمين كونستانس غارنيت ولويس وإلمر مود الذين كانوا على معرفة شخصية بتولستوي. يجب الأخذ بعين الاعتبار عند الترجمة، طريقة تولستوي الفريدة في بناء الجملة وحبّه للتكرار. تُرجم نحو 2 في المئة فقط من الحرب والسلّم إلى اللغة الفرنسية؛ إذ قام تولستوي بإزالة الترجمة الفرنسية في نسخة منقحة عام 1873، لكنه استعادها لاحقًا. يتّبع معظم المترجمين أسلوب غارنيت باحتفاظه ببعض الترجمة الفرنسية؛ لكن برغز لم يحتفظ بالترجمة الفرنسية أبدًا، في حين احتفظ كل من بيفير-فولوهونسكي وإيمي ماندلكر بالترجمة الفرنسية بطبعة منقحة قاما بكتابتها. (للحصول على قائمة الترجمات انظر أدناه.)

## الترجمات الكاملة إلى الإنجليزية
- كلارا بيل (مأخوذة عن نسخة مترجمة إلى الفرنسية) بين عامي 1885 – 1886
- ناثان هاسكل دول عام 1898
- ليو فاينر عام 1904
- كونستنس غارنيت عام 1904
- إلمر ولويس مود بين عامي 1922 – 1923
- روزماري إدموندز عام 1922، وتمت مراجعتها عام 1978
- آن دانيغان عام 1968
- أنتوني بريغز عام 2005
- أندرو برومفيلد عام 2007، ترجم المسودة النهائية الأولى بأقل من 400 صفحة من الترجمات الأخرى
- ريتشارد بيفير ولاريسا فولوكهونسكي عام 2007
- إيمي ماندلكر عام 2010

### الترجمات الموجزة إلى الإنجليزية
- الأمير ألكسندر كروبوتكين عام 1949.[7]

### مقارنة الترجمات
في موسوعة الترجمة الأدبية إلى اللغة الإنجليزية، يقول الأكاديمي زوجا بافلوفسكيس -بيتيت عن ترجمات رواية الحرب والسلّم المُتاحة في عام 2000: «من بين جميع ترجمات رواية الحرب والسلّم، فإن ترجمة دانيغان (1968) هي الأفضل... على عكس المترجمين الآخرين، نجح دانيغان في استنباط العديد من التعابير والأمثال الشعبية الروسية. إذ نجح بترجمة النص بأمانة ولم يتردد بتقديم أصغر التفاصيل التي قد يجدها المرء مربكة: على سبيل المثال، الجملة القائلة إن والدة بوريس أعلنت اسمه مع التشديد على حرف o – وذلك بمثابة إشارة إلى القارئ الروسي لتكلّف وتصنّع السيدة العجوز.
كتبت بافلوفسكيس بيتيت حول ترجمة غارنيت: «... رواية الحرب والسلّم غالبًا ما تكون غير دقيقة إذ تحتوي على الكثير من الاصطلاحات اللغوية الدخيلة، ويُعتبر أسلوبها غريبًا ومُحيّرًا وغير ملائم لكتابات تولستوي». وكتبت في تعليق آخر على ترجمة مود: «كان ينبغي أن تكون هذه الترجمة الأفضل، لكن افتقار مود للبراعة في التعامل مع المصطلحات الشعبية الروسية وأسلوب كتابتها عمومًا، وضع هذه الترجمة بمستوى أقل من دانيغان. تُعلّق بيتيت أيضًا على الترجمة المنقحة لإدموندز، عن طريق دار بينغوين للنشر: «إنه باحث عميق وبارع، ولكنه ليس أفضل مترجم؛ إذ يفتقر في كثير من الأحيان إلى الحيلة والخيال في استخدامه للغة الإنجليزية.. إنها ترجمة احترافية ولكنها لا ترقى لمستوى دانيغان ومود».

## الترجمة العربية
الرواية تُرجم المجلد الأول والثاني للعربية بقلم سامي الدروبي الا ان وفاته حالت دون اتمام العمل بشكل كامل، وتم اكمال العمل وترجمة المجلد الثالث والرابع بقلم (صياح الجهيم) وطبع العمل بشكل كامل بتعاون دار المدى ودار التنوير للطباعة

## روابط خارجية
- نسخة مترجمة للكتاب الأول على موقع مؤسسة هنداوي للتعليم والثقافة

لا توجد روابط لمواقع التواصل الاجتماعي.

- الحرب والسلم على موقع الموسوعة البريطانية (الإنجليزية)